# Jean-Pierre van Zyl
Jean-Pierre van Zyl (Potchefstroom, 15 de agosto de 1975) es un deportista sudafricano que compitió en ciclismo en la modalidad de pista, especialista en las pruebas de keirin y scratch.
Ganó dos medallas en el Campeonato Mundial de Ciclismo en Pista, plata en 1997 y bronce en 2003.
Participó en los Juegos Olímpicos de Atlanta, ocupando el quinto lugar en el kilómetro contrarreloj y el 17.º lugar en la prueba de velocidad individual.

## Medallero internacional
| Campeonato Mundial | Campeonato Mundial    | Campeonato Mundial | Campeonato Mundial |
| Año                | Lugar                 | Medalla            | Competición        |
| ------------------ | --------------------- | ------------------ | ------------------ |
| 1997               | Perth ( Australia)    | Medalla de plata   | Keirin             |
| 2003               | Stuttgart ( Alemania) | Medalla de bronce  | Scratch            |